# K-550 Aleksandr Nevskij
Il K-550 Aleksandr Nevskij (in cirillico: Александр Невский) è un SSBN russo della classe Borej. Secondo esemplare della sua classe, deve il suo nome al principe Aleksandr Nevskij, eroe nazionale russo.
Il sottomarino è stato impostato presso il cantiere navale Sevmaš (Severodvinsk) il 19 marzo 2004. Nel 2006 completo al 45%, e nell'aprile 2007 ad oltre il 50%. L'unità è entrata in servizio a partire dal dicembre 2013.